# Salem Creek
Salem Creek är ett vattendrag i Kanada.   Det ligger i provinsen Ontario, i den sydöstra delen av landet, 230 km sydväst om huvudstaden Ottawa.